# Antonio Legnani
Antonio Legnani (Asti, 28 gennaio 1888 – Lonato, 20 ottobre 1943) è stato un ammiraglio italiano.

## Biografia
Nato ad Asti, all'epoca in provincia di Alessandria, nel 1888, Antonio Legnani entrò nell'Accademia navale di Livorno nel 1905. Ottenuta nel 1908 la nomina a guardiamarina, fu imbarcato per alcuni anni su navi maggiori, mentre nel 1911-1912 partecipò alla Guerra italo-turca come sottotenente di vascello imbarcato sulla nave idrografica Staffetta, in Mar Rosso. Durante tale conflitto, Legnani fu promosso a tenente di vascello e destinato sulla cannoniera Giuliana nel ruolo di comandante in seconda.
Nei primi due anni della prima guerra mondiale Legnani prestò servizio su varie unità, principalmente navi maggiori ed incrociatori ausiliari; prese parte alle operazioni in Albania, conseguendo una Medaglia d'Argento al Valor Militare. Nel settembre 1917 gli fu affidato il comando del sommergibile Argonauta (dove era imbarcato dall'anno prima quale ufficiale in 2^), col quale effettuò 30 missioni di guerra lungo le coste nemiche, ottenendo una seconda Medaglia d'Argento e due Medaglie di Bronzo al Valor Militare.
Finita la guerra, Legnani, divenuto capitano di corvetta, alternò incarichi a terra in Egeo, dapprima nella base navale di Castelrosso e poi in quella di Portolago (Lero), con periodi di imbarco su sommergibili ed unità sottili (tra cui il comando del sommergibile Marcello). Nel 1926 fu promosso capitano di fregata e nominato prima comandante del nuovo sommergibile Vettor Pisani poi comandante dell'esploratore Venezia, mentre nel 1928 divenne sottocapo di Stato Maggiore del Dipartimento Militare Marittimo dell'Alto Tirreno e nel 1930 gli fu affidato il comando del sommergibile Luciano Manara e della relativa squadriglia. Nel 1931 Legnani fu destinato all'Ufficio del Capo di Stato Maggiore presso il Ministero della Marina, mentre nel 1933 fu promosso capitano di vascello e destinato prima all'Ispettorato costruzioni, quale addetto, poi, dal 10 settembre 1934 al 21 settembre 1935, al comando dell’incrociatore leggero Alberico Da Barbiano. Comandò quindi la I^ flottiglia cacciatorpediniere, imbarcato sul Freccia nel 1935-36. Divenne poi capo di Stato Maggiore della V Divisione Navale e, dal 15 marzo al 17 novembre 1936, comandante dell'incrociatore pesante Pola.
Dopo un altro periodo presso lo Stato Maggiore al Ministero della Marina, dal 15 febbraio 1937 Legnani fu promosso contrammiraglio (anzianità 1º gennaio 1938) e posto al Comando sommergibili della Regia Marina, incarico che tenne per due anni, sino al 19 luglio 1939; diresse anche le operazioni subacquee clandestine durante tutta la guerra civile spagnola, per le quali fu decorato con la croce di cavaliere dell'Ordine militare di Savoia. Nel 1938, per ragioni rimaste sconosciute, sospese le sperimentazioni dell’apparato "ML" – un progenitore dello snorkel – sui sommergibili della Regia Marina, nonostante quattro anni di prove avessero dato esiti positivi; Legnani ordinò anche la demolizione degli apparati "ML" già prodotti fino a quel momento. La conseguenza fu che i sommergibili italiani non furono mai dotati di snorkel fino a dopo la seconda guerra mondiale. Dal 5 agosto 1939 Legnani fu promosso ammiraglio di divisione (anzianità 1º gennaio 1939) e destinato al comando dell'VIII Divisione Incrociatori della Iª Squadra da battaglia di base a Taranto con insegna sull'incrociatore Duca degli Abruzzi, incarico di comando che aveva ancora il 10 giugno 1940, giorno dell'entrata in guerra dell'Italia nella seconda guerra mondiale.
Dal giugno 1940 al 20 giugno 1941 Legnani, quale comandante dell'VIII Divisione Navale, partecipò alle battaglie di Punta Stilo e di Capo Matapan, nonché al contrasto alle operazioni britanniche Hats (29 agosto-1º settembre 1940) e MB 5 (29 settembre-2 ottobre 1940) per il rifornimento di Malta. Lasciato il comando dell'VIII Divisione, venne nominato comandante in capo della Squadra sommergibili, ruolo che mantenne anche dopo la promozione ad ammiraglio di squadra il 1º gennaio 1942. Diresse quindi le operazioni dei sommergibili italiani nel Mediterraneo fino all'armistizio dell'8 settembre 1943; in questo periodo venne decorato anche con la Croce di ferro tedesca di seconda classe, mentre in precedenza aveva ricevuto la croce di ufficiale dell'Ordine Militare di Savoia.
Acceso sostenitore del regime fascista, dopo l'8 settembre 1943 Legnani decise di collaborare immediatamente con le forze tedesche ed aderì alla Repubblica Sociale Italiana, dove il 23 settembre 1943, data stessa della fondazione, assunse il ruolo di Sottosegretario di Stato alla Marina. Meno di un mese dopo, tuttavia, il 20 ottobre 1943, l'ammiraglio Legnani perse la vita in uno strano incidente automobilistico presso Lonato in provincia di Brescia, mentre si recava a Salò, forse vittima di un attentato.
Sposato con Franca Maroni Ponti, nativa di Mandello Del Lario (ora in provincia di Lecco), suo figlio Emilio prestò a sua volta servizio nella Regia Marina, ricevendo la Medaglia d'Oro al Valor Militare per le sue azioni in Mar Nero durante la seconda guerra mondiale.
Cugino della contessa Olga Porro Schiaffinati Maggi di Canzo, che ebbe un importante ruolo nella Resistenza nel Triangolo lariano, fu sepolto nel cimitero di tale comune.